# VDA-FS
VDA-FS es un formato CAD de intercambio del datos para la transferencia de modelos de superficie de un sistema CAD a otro.
Su nombre es una abreviatura  de "Verband der Automobilindustrie - Flächenschnittstelle", el cual se traduce al español como "asociación de la industria automotriz (alemana) - interfaz de datos de superficies".
VDA-FS fue definido originalmente en el estándar DIN 66301 de 1986. Actualmente ha caído en desuso y ha sido reemplazado por STEP, ISO 10303.

## Elementos del lenguaje
Un archivo VDA-FS es un archivo de texto ASCII (de 7 bits) con columnas de 80 caracteres que contiene información geométrica, de estructura y comentarios; los caracteres de la columna 73 a la 80 de cada línea contienen números de sucesión no necesariamente consecutivos (parecidos a los números de un programa en BASIC) y alineados a la derecha.
El nombre del proyecto, los nombres de grupos y los nombres de los elementos geométricos deben estar en mayúsculas, no deben exceder 8 caracteres y pueden incluir dígitos del 0 al 9 excepto por el primer carácter.
Los elementos tienen la siguiente sintaxis (parecida a la del lenguaje APT):
```
nombre = instrucción
```

o bien
```
nombre = instrucción / lista_de_parámetros
```

donde la lista de parámetros es una colección de números de tipo entero (INTEGER) o flotante (REAL) separados por comas.

## Elementos de estructura
El archivo inicia con un encabezado de la forma
```
nombre_del_proyecto = HEADER / n
```

donde n es el número de líneas que seguirán en el encabezado (sin incluir la primera línea del encabezado). El mismo nombre se emplea para indicar el fin de archivo en la forma
```
nombre_del_proyecto = END
```

Se pueden escribir comentarios en la forma
```
$$ este es un comentario
```

donde los símbolos $$ deben forzosamente estar en las primeras dos columnas de la línea. También es posible agrupar elementos geométricos entre pares
```
nombre_del_grupo = BEGINSET
$$ elementos geométricos aquí
nombre_del_grupo = ENDSET
```

## Elementos geométricos
Se pueden definir los siguientes elementos geométricos:
| Tipo                                              | Instrucción |
| Punto                                             | POINT       |
| Sucesión de puntos                                | PSET        |
| Sucesión de pares punto-vector (Master dimension) | MDI         |
| Curva                                             | CURVE       |
| Superficie                                        | SURF        |

### Punto
Sintaxis:
```
nombre = POINT / x, y, z
```

donde x, y, z son números que cooresponden a las coordenadas del punto. Por ejemplo:
P01 = POINT / 11.25, -105., +.38E15

### Sucesión de puntos
Sintaxis:
```
nombre = PSET / n, x1, y1, z1, x2, y2, z2, ..., xn, yn, zn
```

donde n es el número (entero) de puntos y xk, yk, zk son las coordenadas del k-ésimo punto. Este elemento geométrico está pensado para describir polígonos (o curvas descritas por medio de muchos puntos).

### Sucesión de pares punto-vector
Sintaxis:
```
nombre = MDI / n, x1, y1, z1, vx1, vy1, vz1, x2, y2, z2, vx2, vy2, vz2, ..., xn, yn, zn, vxn, vyn, vzn
```

donde n es el número (entero) de puntos, xk, yk, zk son las coordenadas del k-ésimo punto y vxk, vyk, y vzk son las componentes del k-ésimo vector. 

### Curva
Sintaxis:
```
nombre = CURVE / n, t1, t2, ..., tn, t(n+1), [datos_de_curva_1], [datos_de_curva_2], ..., [datos_de_curva_n]
```

donde n es el número de segmentos de la curva, los {\displaystyle t_{k}} son los n + 1 puntos que delimitan a las n curvas y [datos_de_curva_k] contiene el número de coeficientes (el grado + 1) necesarios para describir a la k-ésima curva seguido de los coeficientes para cada una de las tres coordenadas, es decir, es de la forma
```
nk, a0, a1, ..., a(nk-1), b0, b1, ..., b(nk-1), c0, c1, ..., c(nk-1)
```

donde {\displaystyle n_{k}} es el orden (es decir, el grado + 1) de los tres polinomios
{\displaystyle {\begin{array}{rcl}x(u)&=&a_{0}+a_{1}u+a_{2}u^{2}+\cdots +a_{n_{k}-1}u^{n_{k}-1},\\y(u)&=&b_{0}+b_{1}u+b_{2}u^{2}+\cdots +b_{n_{k}-1}u^{n_{k}-1},\\z(u)&=&c_{0}+c_{1}u+c_{2}u^{2}+\cdots +c_{n_{k}-1}u^{n_{k}-1}\\\end{array}}}
para {\displaystyle u={\frac {x-t_{k}}{t_{k+1}-t_{k}}}} en el intervalo {\displaystyle [t_{k},t_{k+1}]}.

### Superficie
Las superficies se describen de manera similar a las curvas pero con dos variables {\displaystyle u} y {\displaystyle v}.